# Archidiecezja Monrovia
Archidiecezja Monrovia (łac. Archidioecesis Monroviensis, ang. Archdiocese of Monrovia) – rzymskokatolicka archidiecezja ze stolicą w Monrovii, w Liberii.
Archidiecezja Monrovia jest jedynym arcybiskupstwem w Liberii. Arcybiskup jest zarazem metropolitą Monrovii. Sufraganami metropolii są pozostałe liberyjskie diecezje:
- Cape Palmas
- Gbarnga

Na terenie archidiecezji żyje 29 zakonników i 30 sióstr zakonnych.

## Historia
W dniu 18 kwietnia 1903 została erygowana prefektura apostolska Liberii, która objęła wiernych z terenu całego państwa. Wcześniej terytorium Liberii wchodziło w skład wikariatu apostolskiego Sierra Leone (obecnie archidiecezja Freetown i Bo).
9 kwietnia 1934 prefektura apostolska została podniesiona do godności wikariatu apostolskiego i przyjęła nazwę wikariat apostolski Liberii.
2 lutego 1950 powstała druga kościelna jednostka administracyjna w Liberii – prefektura apostolska Cape Palmas (obecnie diecezja). Z tego powodu wikariat apostolski zmienił swoją nazwę na wikariat apostolski Monrovia.
Dnia 19 grudnia 1981 wikariat apostolski został podniesiony do godności archidiecezji.
17 listopada 1986 archidiecezja utraciła część swojego terytorium na rzecz nowo powstałej diecezji Gbarnga.

## Biskupi
Jean Ogé był Francuzem. John Collins i Francis Carroll byli irlandzkimi misjonarzami. Michael Kpakala Francis i Lewis Zeigler są Liberyjczykami.

### Prefekci apostolscy Liberii
- Jean Ogé SMA (3 stycznia 1911 – 1931 zmarł)

### Wikariusze apostolscy
- John Collins SMA (26 lutego 1932 – 20 grudnia 1960 zrezygnował) do 1934 prefekt apostolski[2]
- Francis Carroll SMA  (20 grudnia 1960 – 28 października 1976 zrezygnował)[3]
- Michael Kpakala Francis (28 października 1976 – 19 grudnia 1981) mianowany arcybiskupem Monrovii

### Arcybiskupi Monrovii
- Michael Kpakala Francis (19 grudnia 1981 – 12 lutego 2011)
- Lewis Zeigler (12 lutego 2011 - 7 czerwca 2021)
- Gabriel Blamo Jubwe (od 2024)